# Hörst du, es ist ganz nah
Hörst du, es ist ganz nah (Originaltitel: Carrie's War) ist ein Kinderbuch von Nina Bawden, das 1973 in Großbritannien beim Verlag Victor Gollancz Ltd erschien. Es spielt während des Zweiten Weltkrieges in Wales und handelt von zwei Evakuierten, Carrie und ihrem jüngeren Bruder Nick.

## Handlung
Carrie Willow und ihr Bruder Nick werden während des Zweiten Weltkrieges nach Wales evakuiert. Sie wohnen beim mobbenden Mr Evans, und seiner sanften, aber schwachen Schwester, die sie „Tante Lou“ nennen. Die Kinder freunden sich mit einem anderen jungen Evakuierten, Albert Sandwich, an, der bei Mr Evans’ anderer Schwester untergebracht ist, der sterbenden Mrs Gotobed. Sie freunden sich auch mit dem Verwandten von Mrs. Gotobeds Ehemann, Mister Johnny Gotobed der Infantile Zerebralparese hat, und ihrer Haushälterin, Hepzibah Green, an. Die Haushälterin teilt den Kindern etwas über einen Fluch, der auf der Familie liegt, mit, der einen Schädel in der Bibliothek betrifft. Gemäß der Sage, wird der Fluch wirksam, wenn der Schädel aus dem Haus entfernt wird.
Später kommt ihre Mutter zu Besuch, aber die Kinder erzählen nichts über ihre Abneigung gegenüber Mr. Evans, da sie gern dort bleiben möchten. Carries Geburtstag ist endlich da und Albert küsst sie auf die Wange und sie ist deswegen überglücklich. Mrs Gotobed scheidet danach aus dem Leben. Die Kinder glauben, dass Mr Evans ihr Testament gestohlen hat, so dass Hepzibah and Mr Johnny dem Haus seiner verstorbenen Schwester verwiesen werden können. Daraufhin wirft Carrie den fluchbeladenen Schädel in die Pferdetränke. Tante Lou trifft einen amerikanischen Soldaten, der Major Cass Harper heißt und geht eine Beziehung mit ihm ein, was sie vor ihrem Bruder geheim hält, der dies nicht billigen würde. Mrs Willow schickt einen Brief, in dem sie ihnen mitteilt, dass sie heimkommen sollen, und daher versuchen sie Wahrheit über das gestohlene Testament zu enthüllen. Tante Lou fährt zu diesem Zeitpunkt fort, um Major Harper zu heiraten. Dreißig Jahre später kehren Carries Kinder zurück und finden heraus, dass Hepzibah, Mr Johnny and Albert immer noch leben und dass das Feuer dadurch entstand, dass Mr Johnny mit Streichhölzern spielte. Mr Evans starb, nachdem er wenige Wochen voll Kummer und Einsamkeit über die Abreise seiner Schwester nach Amerika durchleben musste.

## Auszeichnungen und Nominierungen
1993 gewann Hörst du, es ist ganz nah(Carrie's War) den Phoenix Award, der jährlich an Bücher verliehen wird, die ursprünglich 20 Jahre früher erschienen sind, ohne damals eine größere Auszeichnung erhalten zu haben, in diesem Fall war das 1973.

## Film-, Fernseh- oder Theateradaptationen
Hörst du, es ist ganz nah wurde vom BBC unter dem englischsprachigen Originaltitel Carrie's War zweimal für das Fernsehen adaptiert, das erste Mal 1974 und dann wieder 2004. In der Originalversion von 1974 spielten Juliet Waley als Carrie und Rosalie Crutchley als Hepzibah. In der späteren Version von 2004 (in den Vereinigten Staaten auf PBS - Masterpiece Theatre im Jahr 2006 ausgestrahlt) stellte Keeley Fawcett Carrie, Alun Armstrong  Mr. Evans, Geraldine McEwan Mrs. Gotobed, Eddie Cooper Albert Sandwich und Pauline Quirke Hepzibah dar. Die aktuellere Version ist in Englisch auf DVD erhältlich, die von Acorn Media UK vertrieben wird.
Eine Theateradaption des Novel Theatres, das am Sadler’s Wells läuft, gab es 2006–2007 und das Stück lief auch erfolgreich am West End mit Prunella Scales Juni – September 2009. Die Produktion ging im Herbst 2010 mit Brigit Forsyth und Hannah Waterman in den Hauptrollen auf eine größere Tournee durch das Vereinigte Königreich.